# Kostas Iannidis
Kostas Iannidis (Esmirna, 21 d'agost de 1903 - Atenes, 17 o 18 de gener de 1984), nascut Iannis Konstantinidis (Γιάννης Κωνσταντινίδης) va ser un compositor, pianista i director d'orquestra grec.

## Biografia

### 1903-1922: Esmirna
Iannis Konstantinidis és fill d'una família rica d'Esmirna, originària de Zagorá al mont Pelió. Pertanyia a una gran comunitat minoritària de grecs ètnics que vivia a dintre de la frontera de l’imperi otomà des de segles. Va créixer en el clima liberal, cosmopolita i multicultural de la ciutat que tenia en aquell moment 40 teatres on es representaven òperes i operetes. Tocava música popular amb treballadors dels suburbis d'Esmirna i pagesos de la zona rural al voltant de la ciutat. Va entrar en contacte amb moltes persones, arts i tradicions populars que el van afectar en la seva orientació artística. Va començar les seves primeres lliçons d'harmonia amb Dimosthenis Milanakis.

### 1922-1931: Alemanya
L'abril de 1922, poc abans de la reconquesta d'Esmirna pels turcs durant la guerra greco-turca, Konstantinidis va abandonar la seva ciutat natal i va viatjar cap a Alemanya. Primer a Dresden, on va estudiar harmonia amb Joseph Mraczek, i després a Berlín, on va romandre fins al 1931. Allà va estudiar composició amb Paul Juon (1923-1924), piano amb Karl Rössler, direcció d'orquestra amb Carl Ehrenberg (1923-1925) i orquestració amb Kurt Weill (1926). A Berlín, va conèixer Nikos Skalkottas, alumne d'Arnold Schönberg, amb qui es va fer amic. Després de 1924, per sobreviure, ja que la seva família que no podia mantenir-lo econòmicament després de la destrucció d'Esmirna, va començar a implicar-se en moltes activitats de música popular. Sota el pseudònim Costa Dorres va compondre la música de la seva primera opereta Die Liebesbazillus, estrenada el 1927 a Stralsund. I, fins a 1931, va treballar com a compositor de cançons i pianista pel cabaret Die Wespen de Leon Hirsch, però també al cinema, així com a la ràdio.

### 1931-1984: Atenes
La pujada al poder del nacionalsocialisme a Alemanya va incitar-lo a tornar a Atenes el 1931, on es va quedar fins al final de la seva vida. Per assegurar la seva subsistència, va treballar principalment com a compositor de cançons populars i d'operetes sota el pseudònim de Kostas Iannidis (una inversió del seu nom i cognom). L'adopció d'aquest pseudònim va ser suggerida pel periodista Dimitris Giannoukakis, per a evitar que el públic el confongués amb un compositor d'operetes conegut en aquell temps, Grigóris Konstantinidis. Es graciés a aquestes contribucions a la música popular que Konstantinidis va establir la seva reputació a la societat musical atenesa. A la premsa atenesa, era un dels compositors els més freqüentment i el 1962 va rebre tres premis internacionals per les seves cançons populars. Per exemple, Agapi mou Xypna (Ξύπνα αγάπη μου) cantada per Nana Mouskouri rep el primer premi al Festival de la Cançó Mediterrània a Barcelona el 1960. Entre els seus intèrprets, esmentem entre d'altres, Ángela Zília i Keti Belinda.
Paral·lelament, va començar a investigar les col·leccions etnomusicològiques de cançons populars gregues (de Baud-Bovy, Pernot Pachtikos) i a experimentar amb les seves harmonitzacions. Això va conduir a la producció d'un nombre relativament petit de músiques vocals i instrumentals a partir dels anys 1940, totes molt lligades i estructuralment properes del material popular i totes firmades pel seu nom real, Konstantinídis.
A més de compondre i revisar un nombre limitat d'obres de concert, va enfocar la seva feina com a productor de programes de música clàssica o popular en diferents ràdios hel·lèniques. De 1946 a 1952 va ser el cap del departament de "música popular" de la Radiodifusió Pública Grècia (EIR), i director musical a la Ràdio de les Forces Armades Gregues de 1952 a 1960.
Encara que mai s'havia apagat a compondre música popular, després de 1962 va dedicar-se molt més a compondre música clàssica. Les seves peces més reconegudes són les seves obres orquestrals, incloent-hi les dues Suites del Dodecanès (1948 i 1949) i la Rapsòdia d'Àsia Menor (1965). No obstant això, va compondre unes quantes peces per a piano solo, piano i veu, cor i diversos conjunts de cambra.

## Obres

### Piano Sol
- 22 cançons i danses del Dodecanès (22 τραγούδια και χοροί από τα Δωδεκάνησα), 1943-1946
- 44 peces per a nens sobre temes populars (44 παιδικά κομμάτια σε λαϊκά θέματα), 1950-1951
- Tres sonatines, 1952 (publicades separadament)
- Vuit danses de les illes gregues (8 νησιώτικοι ελληνικοί χοροί), 1954
- Sis estudis sobre els ritmes grecs de la música popular (6 σπουδές σε ελληνικούς λαϊκούς ρυθμούς), 1956-1958

### Música de cambra
- Petita suite sobre temes del Dodecanès (Μικρή Σουίτα σε δωδεκανησιακά θέματα) per a violí i piano, 1947
- Deu savis de Grècia (10 ελληνικοί de σκοποί) per a quintet de vent, 1972

### Música vocal
- Five Songs of Hope (5 τραγούδια της προσμονής) basat en Rabindranath Tagore per a mezzosoprano i piano, 1924-1980
- Cinc cançons d'amor (5 τραγούδια της αγάπης), 1930-1931
- 20 cançons populars gregues (20 τραγούδια του ελληνικού λαού), 1937-1947

#### Música Coral
- Vuit cançons del Dodecanès (8 Δωδεκανησιακά και), 1972
- Vuit cançons d'Àsia Menor (8 Μικρασιατικά τραγούδια), 1972

### Obres orquestrals
- Suite en Antic Estil, 1937
- Suite del Dodecanès núm. 1 (Δωεκανησιακή σουΐτα Αρ. 1), 1948
- Suite del Dodecanès núm. 2 (Δωεκανησιακή σουΐτα Αρ. 2), 1949
- Tres danses gregues (Τρεις ελληνικοί Χοροί)
- Danses de les Cíclades (Κυκλαδίτικος Χορός)
- Rapsòdia d'Àsia Menor (Μικρασιατική Ραψωδία), 1950-65

### Operetes
- Die Liebesbazillus 1927
- Koumbara (Κουμπάρα), 1932
- Etsi ine i zoi (Έτσι είναι η Ζωή, "Així va la vida"). Llibret : D. Evangelidis
- Koritsia tis Pandrias (Κορίτσια της Παντρειάς), Llibret: D. Evangelidis i Alexandros Sakellarios
- Reportaz (Ρεπορτάζ “Informe”), Llibret : D. Giannoukakis

### Comèdies musicals
- Alepu (Αλεπού), 1940
- Panathenaeum (Παναθήναια ‚"Panathenaeum"), 1940
- Kolokythia (Κολοκυθιά), text de D. Giannoukakis, 1933
- Keramida (Κεραμίδα)
- Maskot (Μασκώτ)
- Koketta (Κοκέττα)
- Silouetta (Σιλουέττα), 1938
- Apergia (Απεργία), 1936
- Peripeties stin eparxia (Περιπέτειες στην επαρχία "Aventura a la província"), text d'Alexandros Sakellarios i Christos Giannakopoulos
- Alithies ke psefties (Αλήθειες και ψευτιές ‚“Veritats i mentides”), text de D. Giannoukakis, 1933
- Zito o Romios (Ζήτω ο Ρωμηός), text de M. Traiforos, 1947

### Banda sonora de pel·lícules
- I prosfygopoula [The Refugee Girl] (dir. T. Misrahi), 1938
- Marina (dir. A. Sakellarios), 1947
- Oi Germanoi xanarchontai [The Germans Are Coming Back] (dir. A. Sakellarios), 1948
- Marinos Kontaras (dir. G. Tzavellas), 1948
- Madame Sousou (dir. T. Mouzenidis), 1948
- Teleftaia apostoli [The Last Mission] (dir. N. Tsiforos), 1949
- O methystakas [The Drunkard] (dir. G. Tzavellas), 1950
- To koritsi tis geitonias [The Neighbourhood Girl] (dir. A. Lambrinos), 1954
- To nisi ton anemon [The Island of Winds] (dir. S. Tatasopoulos), 1954